# Streitkräfte Benins
Die Streitkräfte Benins (franz.: Forces armées béninoises) sind das Militär der Republik Benin.

## Geschichte

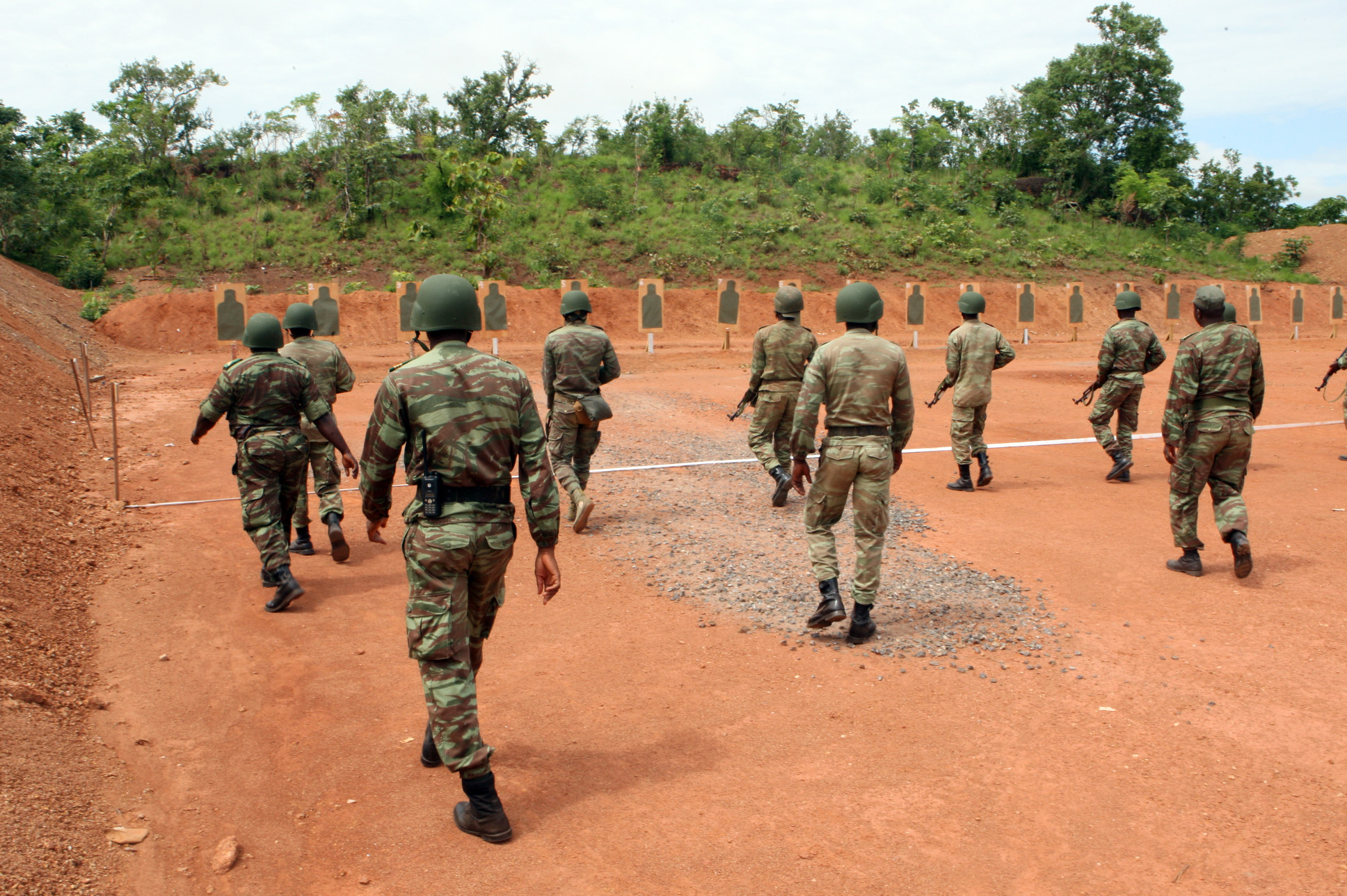
Soldaten Benins am Truppenübungsplatz Bembèrèkè im Juni 2009

Am 1. August 1960 wurde der westafrikanische Staat Benin als Republik Dahomey unabhängig. 1961 besetzte und annektierte das Militär Dahomeys die kleine portugiesische Kolonie São João Baptista d’Ajudá. Innenpolitisch gab es eine Folge von Militärputschen. 1975 wurde die Republik Dahomey nach einem Putsch Mathieu Kérékous in „Volksrepublik Benin“ umbenannt. Im militärischen Bereich kam es daraufhin zu einer verstärkten Zusammenarbeit mit der Sowjetunion. In den Jahren 1989 und 1990 erzwang die Bevölkerung einen demokratischen Neuanfang mit der Gründung einer Präsidialdemokratie.

## Gliederung
Die beninischen Streitkräfte gliedern sich in drei Teilstreitkräfte und die Nationale Gandemerie, welche aber nur mit leichten Waffen ausgerüstet ist.

### Landstreitkräfte
Das Beninische Heer (franz.: l’Armée de Terre), ist die Landstreitmacht der beninischen Streitkräfte und hat eine Personalstärke von 6.500 Soldaten. Zurzeit ist das Heer in acht Bataillonen und zwei Staffeln gegliedert und verfügt über folgende Ausrüstung:

#### Fahrzeuge
| Typ                   | Herkunft           | Funktion               | Version | Anzahl |
| --------------------- | ------------------ | ---------------------- | ------- | ------ |
| PT-76                 | Sowjetunion        | Leichter Panzer        |         | 18     |
| Panhard AML           | Frankreich         | Spähpanzer             | 90      | 3      |
| BRDM-2                | Sowjetunion        | Spähpanzer             |         | 14     |
| M8 Greyhound          | Vereinigte Staaten | Spähpanzer             |         | 7      |
| Véhicule Blindé Léger | Frankreich         | Spähpanzer             |         | 10     |
| M113                  | Vereinigte Staaten | Mannschaftstransporter |         | 22     |
| Bastion Patsas        | Frankreich         | Mannschaftstransporter | APC     | 2      |
| Casspir               | Südafrika          | MRAP                   | NG      | 10     |

#### Artillerie
| Typ  | Herkunft               | Kaliber | Funktion | Anzahl |
| ---- | ---------------------- | ------- | -------- | ------ |
| L118 | Vereinigtes Königreich | 105 mm  | Haubitze | 12     |
| M101 | Vereinigte Staaten     | 105 mm  | Haubitze | 4      |
|      |                        | 81 mm   | Mörser   |        |
|      |                        | 120 mm  | Mörser   |        |

### Seestreitkräfte
Die Beninische Marine (franz.: Forces Navales Beninois, abgekürzt FNB), ist die Seestreitmacht der beninischen Streitkräfte und hat eine Personalstärke von 500 Soldaten. Es betreibt zwei Patrouillenboote der Klasse Matelot Brice Kpomasse, drei der FPB 98 Klasse und ein Patrouillenboot der Defender Klasse.

### Luftstreitkräfte

Kokarde der beninischen Luftwaffe

Die Beninische Luftwaffe (franz.: Force Aérienne Populaire de Benin, abgekürzt FAPB), ist die Luftstreitmacht der beninischen Streitkräfte und hat eine Personalstärke von 250 Soldaten.
Sie wurde 1960 nach der Unabhängigkeit von Frankreich gegründet. Zur Erstausstattung gehörten sieben Transportflugzeuge des Typs Douglas C-47, vier Verbindungsflugzeuge MH.1521 Broussard und zwei Hubschrauber Agusta-Bell 47G. Alle Maschinen wurden von der ehemaligen Kolonialmacht bezogen. Im Jahr 1978 wurden zwei Antonov An-26 und zwei Fokker F-27 in Dienst gestellt, aber die F-27 später an Air Benin abgegeben. Ende 1985 ersetzten zwei Dornier Do 28 die veralteten C-47. Mit Stand Ende 2020, betreibt die beninische Luftwaffe, nach Außerdienststellung aller anderen Muster, eine DHC-6 zu Transportzwecken.